# Scholochowo (Kaliningrad, Polessk)
Scholochowo (russisch Шолохово, deutsch Schelecken, 1938–1945 Schlicken, litauisch Šilikai) ist ein Ort in der russischen Oblast Kaliningrad. Er gehört zur kommunalen Selbstverwaltungseinheit Stadtkreis Polessk im Rajon Polessk.

## Geographische Lage
Scholochowo liegt nördlich der Mündung des Mauergrabens (heute russisch: Kamenka) in die Deime (Deima), sechs Kilometer südwestlich der Kreisstadt Polessk (Labiau). Durch den langgezogenen Ort verläuft die Regionalstraße 27A-145 (ex A190). Scholochowo ist seit 1879 Bahnstation an der Bahnstrecke Kaliningrad–Sowetsk (Königsberg–Tilsit).

## Geschichte
Das einst Schellecken genannte spätere Gutsdorf wurde bereits vor 1371 gegründet. Im Jahre 1874 wurde das Dorf mit den Ortsteilen Vorwerk Friedrichsbruch und Vorwerk Medlauken sowie dem Gut Tuttenberg (alle heute nicht mehr existent) in den neu errichteten Amtsbezirk Laukischken (heute russisch: Saranskoje) eingegliedert und gehörte bis 1945 zum Kreis Labiau im Regierungsbezirk Königsberg der preußischen Provinz Ostpreußen. Die Zahl der Einwohner des Gutsbezirks Schelecken betrug im Jahre 1910 insgesamt 197.
Am 30. September 1928 schlossen sich der Gutsbezirk Meyerhof (heute russisch: Lomonossowka) und der Gutsbezirk Schelecken zur neuen Landgemeinde Schelecken zusammen. Diese zählte im Jahre 1933 insgesamt 364 und 1939 – seit dem 3. Juni 1938 bereits in „Schlicken“ umbenannt – 376 Einwohner.
Im Jahre 1945 wurde der Ort innerhalb des nördlichen Ostpreußens der Sowjetunion zugeordnet. 1947 erhielt er die russische Bezeichnung Scholochowo und wurde gleichzeitig dem Dorfsowjet Iljitschowski selski Sowet im Rajon Polessk zugeordnet. Später gelangte der Ort in den Saranski selski Sowet. Von 2008 bis 2016 gehörte Scholochowo zur Landgemeinde Saranskoje selskoje posselenije und seither zum Stadtkreis Polessk.

## Kirche
Vor 1945 war die Bevölkerung von Schelecken resp. Schlicken, Friedrichsbruch, Medlauken, Tuttenberg und Meyerhof überwiegend evangelischer Konfession. Die Gemeinde gehörte zum Kirchspiel der Kirche Laukischken (russisch: Saranskoje) im Kirchenkreis Labiau der preußischen Provinz Ostpreußen. Heute liegt Scholochowo im Einzugsbereich der in den 1990er Jahren neu entstandenen evangelisch-lutherischen Gemeinde in Lomonossowka (Permauern, 1938–1946 Mauern), einer Filialgemeinde der Auferstehungskirche in Kaliningrad (Königsberg) innerhalb der Propstei Kaliningrad der Evangelisch-lutherischen Kirche Europäisches Russland.